# Dacryopinax macrospora
Dacryopinax macrospora är en svampart som beskrevs av B. Liu, L. Fan & Y.M. Li 1988. Dacryopinax macrospora ingår i släktet Dacryopinax och familjen Dacrymycetaceae.   Inga underarter finns listade i Catalogue of Life.